# Transavia Corporation

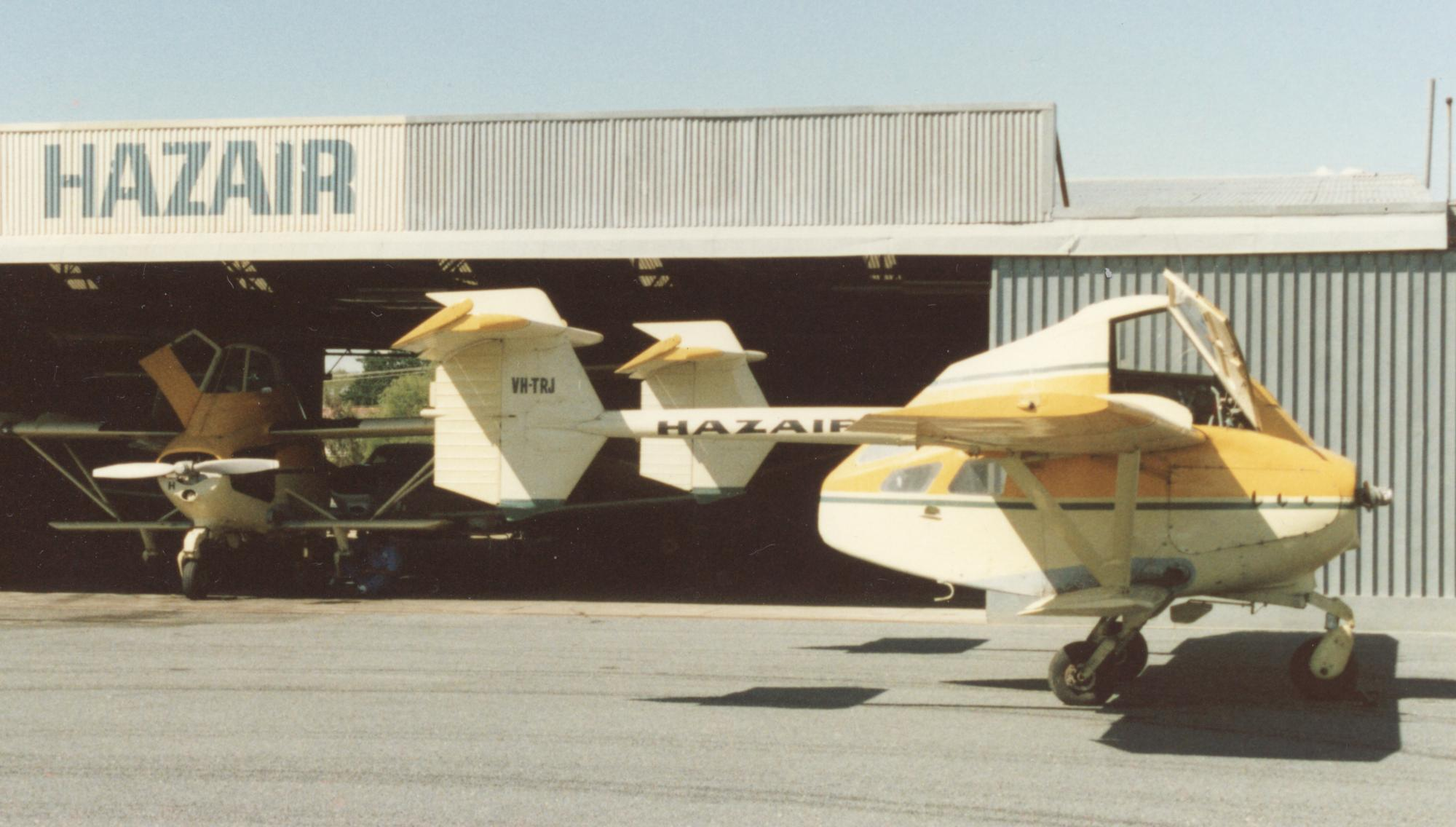
Transavia PL-12 Airtruks

Transavia Corporation Pty Ltd wurde 1965 als Tochtergesellschaft der Transfield NSW Pty Ltd gegründet um landwirtschaftliche Flugzeuge zu bauen.

## Geschichte
Der Vorläufer der Bennett Airtruck wurde in Neuseeland von Luigi Pellarini entworfen und flog im Jahr 1956 erstmals. Es handelte sich hierbei um das Agrarflugzeug Kingsford Smith PL.7. Beim Bau fanden Teile ausgedienter North American Harvards, zusammen mit einem Armstrong Siddeley Cheetah-Sternmotor Verwendung. Zwei weiterentwickelte Landwirtschaftsflugzeuge, die PL-11 Airtruck, wurden ebenfalls in Neuseeland in den frühen 1960er Jahren von Bennett Aviation und später von Waitomo Aircraft Ltd gebaut.
Die Grundkonstruktion wurde von Transavia 1965 übernommen und verbessert, sodass das Endergebnis die Transavia PL-12 Airtruk war. Die PL-12 hatte eine unkonventionelle, aber funktionale Konstruktion, dadurch war sie hervorragend für ihren Einsatzzweck in der Landwirtschaft geeignet. Eine überarbeitete Version brachte Transavia 1981, die PL-12-300 "Skyfarmer" mit verstärktem oberen Rumpf und einem größeren Cockpit, auf den Markt. Eine weitere, die letzte Version, war die PL-12-400 welche von einem Lycoming O-720 Kolbenmotor mit 400 PS angetrieben wurde. Insgesamt produzierte Transavia 119 Airtruks. Viele sind auch heute noch im Einsatz.